# Otto Kumenius
Otto Kumenius (* 22. Dezember 1912 in Turku; † 9. Oktober 1996 in Alaró, Spanien) war ein finnischer Geheimdienstler und Autor.

## Leben
Kumenius war zeitweise Kommandant der Leibwache des finnischen Präsidenten. Er war für den finnischen Geheimdienst tätig und Leiter der Abteilung für Spionageabwehr. Im September 1944 ermöglichte er tausenden von Finnen und Esten vom Hafen Rauma aus die Flucht vor der herannahenden Roten Armee über die Ostsee nach Schweden. Er selbst floh mit nach Schweden um sich seiner sicheren Verhaftung durch die Sowjets zu entziehen.
In den 1950er Jahren erwarb er ein Haus in Alaro auf der spanischen Mittelmeerinsel Mallorca. Er verfasste ein Sachbuch über Gegenspionage sowie  im Agentenmilieu spielende Romane und betrieb eine auf skandinavische Touristen ausgerichtete Reiseagentur.